# Phyteuma cordatum
Phyteuma cordatum är en klockväxtart som beskrevs av Giovanni Battista Balbis. Phyteuma cordatum ingår i släktet rapunkler, och familjen klockväxter. Inga underarter finns listade i Catalogue of Life.